# 2025年のNFLドラフト
2025年のNFLドラフトは、90回目のNFLドラフト。2025年4月24日から4月26日までの3日間、ウィスコンシン州グリーンベイのランボー・フィールドで開催される。指名順は2024年のレギュラーシーズンの成績及びプレーオフの成績に基づき決定された。

## 開催地
2023年5月22日にウィスコンシン州グリーンベイが開催地に選ばれた。会場はグリーンベイ・パッカーズの本拠地であるランボー・フィールドに決まった。ドラフトがウィスコンシン州で行われるのは1940年にミルウォーキーで行われて以来のことである。1巡指名が行われる4月24日にはグリーンベイ・パッカーズのレジェンド、メイソン・クロスビー、アーマン・グリーン、ジェームズ・ジョーンズ、クレイ・マシューズ、ジョーディー・ネルソンや今年ウォルター・ペイトン・マン・オブ・ザ・イヤーに選ばれたアリク・アームステッドが指名選手を発表する予定となっている。またプロフットボール殿堂入りを果たしたジェリー・クレイマー、デイブ・ロビンソン、リン・スワン、ジョー・トーマスも現地を訪問する予定となっている。2日目のプレゼンテーターなどにもウィスコンシン大学出身の選手、ウィスコンシン州出身の選手が多数出演する予定となっている。

## 概要
32チームによる7巡の指名権に、フリーエージェントで選手を失ったチームに与えられる代償ドラフトの32指名権、およびルーニー・ルールによりマイノリティ雇用に報いる形で3チームに3巡目の指名権が与えられるも、ルール違反の処罰としてサンフランシスコ・フォーティーナイナーズとアトランタ・ファルコンズから5巡目の指名権が剥奪され、合計257回の指名が行われた。
全257指名権のうち、137はトレードや、フリー・エージェントの代償としてチーム間を移動したものであった。

## 指名選手

### 1巡目指名選手
| 指名順位 | チーム                             | 選手名                         | ポジション | 出身大学               |
| 1        | テネシー・タイタンズ               | キャム・ウォード               | QB         | マイアミ大学           |
| 2        | ジャクソンビル・ジャガーズ         | トラビス・ハンター             | WR / CB    | コロラド大学           |
| 3        | ニューヨーク・ジャイアンツ         | アブドゥル・カーター           | DE         | ペンシルベニア州立大学 |
| 4        | ニューイングランド・ペイトリオッツ | ウィル・キャンベル             | OT         | LSU                    |
| 5        | クリーブランド・ブラウンズ         | メイソン・グラハム             | DT         | ミシガン大学           |
| 6        | ラスベガス・レイダース             | アシュトン・ジェンティー       | RB         | ボイシ州立大学         |
| 7        | ニューヨーク・ジェッツ             | アーマンド・メンブー           | OT         | ミズーリ大学           |
| 8        | カロライナ・パンサーズ             | テタイロア・マクミラン         | WR         | アリゾナ大学           |
| 9        | ニューオーリンズ・セインツ         | ケルビン・バンクス・ジュニア   | OT         | テキサス大学           |
| 10       | シカゴ・ベアーズ                   | コルストン・ラブランド         | TE         | ミシガン大学           |
| 11       | サンフランシスコ・49ers            | マイケル・ウィリアムズ         | DE         | ジョージア大学         |
| 12       | ダラス・カウボーイズ               | タイラー・ブッカー             | OG         | アラバマ大学           |
| 13       | マイアミ・ドルフィンズ             | ケネス・グラント               | DT         | ミシガン大学           |
| 14       | インディアナポリス・コルツ         | タイラー・ウォーレン           | TE         | ペンシルベニア州立大学 |
| 15       | アトランタ・ファルコンズ           | ジェイロン・ウォーカー         | DE         | ジョージア大学         |
| 16       | アリゾナ・カージナルス             | ウォルター・ノーレン           | DT         | ミシシッピ大学         |
| 17       | シンシナティ・ベンガルズ           | シェマー・スチュワート         | DE         | テキサス農工大学       |
| 18       | シアトル・シーホークス             | グレイ・ゼーブル               | OL         | ノースダコタ州立大学   |
| 19       | タンパベイ・バッカニアーズ         | エメカ・エブカ                 | WR         | オハイオ州立大学       |
| 20       | デンバー・ブロンコス               | ジャデイ・バロン               | CB         | テキサス大学           |
| 21       | ピッツバーグ・スティーラーズ       | デリック・ハーモン             | DT         | オレゴン大学           |
| 22       | ロサンゼルス・チャージャーズ       | オマリオン・ハンプトン         | RB         | ノースカロライナ大学   |
| 23       | グリーンベイ・パッカーズ           | マシュー・ゴールデン           | WR         | テキサス大学           |
| 24       | ミネソタ・バイキングス             | ドノバン・ジャクソン           | G          | オハイオ州立大学       |
| 25       | ニューヨーク・ジャイアンツ         | ジャクソン・ダート             | QB         | ミシシッピ大学         |
| 26       | アトランタ・ファルコンズ           | ジェームズ・ピアース・ジュニア | DE         | テネシー大学           |
| 27       | ボルチモア・レイブンズ             | マラカイ・スタークス           | S          | ジョージア大学         |
| 28       | デトロイト・ライオンズ             | タイリーク・ウィリアムズ       | DT         | オハイオ州立大学       |
| 29       | ワシントン・コマンダース           | ジョシュ・コナーリー・ジュニア | OT         | オレゴン大学           |
| 30       | バッファロー・ビルズ               | マックスウェル・ヘアストン     | CB         | ケンタッキー大学       |
| 31       | フィラデルフィア・イーグルス       | ジハード・キャンベル           | LB         | アラバマ大学           |
| 32       | カンザスシティ・チーフス           | ジョシュ・シモンズ             | OT         | オハイオ州立大学       |